# Iberus marmoratus
Iberus marmoratus é uma espécie de caracóis terrestres, da família Helicidae, o típico caracol.

## Subespécies
Subespécies de Iberus marmoratus incluem:
- Iberus marmoratus alcarazanus
- Iberus marmoratus cobosi
- Iberus marmoratus guiraoanus
- Iberus marmoratus loxanus
- Iberus marmoratus marmoratus
- Iberus marmoratus rositai